# Квитневое (Любарский район)
Квитневое (укр. Квітневе, до 2016 г. — Ленинское) — село на Украине, находится в Любарском районе Житомирской области.
Код КОАТУУ — 1823182904. Население по переписи 2001 года составляет 96 человек. Почтовый индекс — 13130. Телефонный код — 4147. Занимает площадь 4,334 км².

## История
- 2016 — Верховная Рада переименовала село Ленинское в село Квитневое[2].

## Адрес местного совета
13130, Житомирская область, Любарский р-н, с. Гизовщина, ул. Комсомольская, 1